# .256 Winchester Magnum

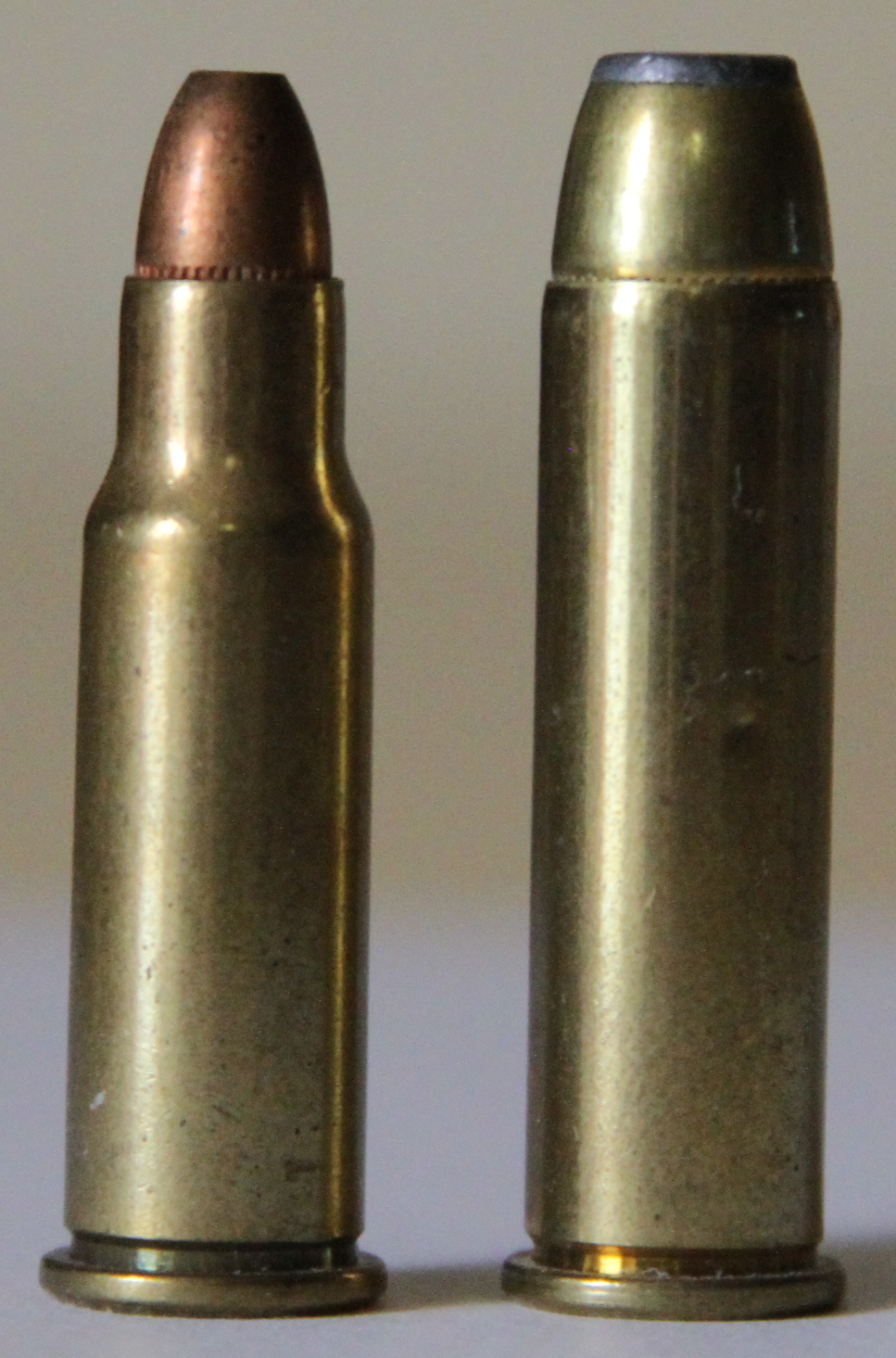
Um .256 Winchester Magnum (esquerda)
ao lado de um .357 Magnum.

O .256 Winchester Magnum é um cartucho de arma de fogo desenvolvido pela Winchester e introduzido em 1960. Ele foi produzido estreitando a "boca" um estojo .357 Magnum para .285 in (7.2 mm) de diâmetro permitindo o uso de balas do calibre 257 in (6.5 mm). Ele foi projetado para caça de pequenos animais e controle de pragas.

## Utilização
O .256 Winchester Magnum foi adotado em uma seleção muito pequena de armas de fogo e nunca alcançou grande sucesso comercial. Suas armas de fogo incluíam:
- Marlin Modelo 62 Levermatic por ação de alavanca
- Variante da carabina M1 da Universal Firearms
- Ruger Hawkeye pistola de tiro único
- Thompson Center Contender pistola de tiro único por antecarga

O .256 Winchester Magnum também é utilizado ocasionalmente em revólveres personalizados. Candidatos anteriores para esta conversão de calibre incluíram os Ruger Blackhawk "Old Model" e "New Model", e os Smith & Wesson no corpo padrão "K-frame" (modelos 10, 14, 15 e 19). A Colt produziu alguns Python neste calibre como protótipos, sendo que um deles chegou a ser vendido por mais de US$ 40.000.